# Adina Howard
Adina Howard, née le 14 novembre 1973 à Grand Rapids, est une chanteuse américaine de R'n'B. Elle est connue pour son single Freak Like Me.

## Discographie

### Albums
- 1995 : Do You Wanna Ride?
- 1998 : Welcome to Fantasy Island (non distribué)
- 2004 : The Second Coming
- 2007 : Private Show

Elle apparaît également sur les bandes originales de À l'épreuve des balles et Police Story 3: Supercop.